# Klaus Kobusch
Klaus Kobusch (Bielefeld, 15 marzo 1941 – Leopoldshöhe, 12 marzo 2025) è stato un pistard tedesco.

## Palmarès

### Olimpiadi
- 1 medaglia:
  - 1 bronzo (Tokyo 1964 nel tandem[2])